# Robert De Kers
Robert De Kersmaker (Pseudonym: Ronny Parker; * 10. August 1906 in Antwerpen; † 16. Januar 1987 in Brüssel) war ein belgischer Jazzmusiker (Trompete, auch Vibraphon, Piano, Gesang) und Arrangeur, der vorrangig als Bandleader bekannt wurde.

## Leben und Wirken
De Kers begann seine Musikerkarriere 1922 als Pianist in Amateur-Formationen; ein Medizinstudium brach er zugunsten der Musik ab. Erste professionelle Auftritte hatte er im Winter 1924/25 im Brüssler Palais de la Danse St. Sauveur mit den Bing Boys. Mit Jeff Candrix und dessen Original Berkeley’s ging er dann auf Italientournee. Ende der 1920er-Jahre spielte er in Paris im Orchestre David Bee and His Red Beans, dann bei dem Tänzer Harry Flemming und in dessen Revue The Flemming Blue Birds, die – von Josephine Baker engagiert – durch Europa tourte.
In den 1930er-Jahren leitete De Kers eigene Formationen mit All-Star-Besetzung (Robert De Kers and His Cabaret Kings, mit Isidore Rooms, David Bee, Ernst van’t Hoff, Fernand Fonteyn, Bob Bosmans), mit denen er regelmäßig im Rundfunk zu hören war, von 1938 bis 1943 Platten für Decca Records einspielte (u. a. Begin the Beguine und Down Argentine Way) und ein längeres Engagement im Antwerpener Century Hotel hatte. Ferner arbeitete er mit Jack Kluger, Gus Clark und Eddie Tower. In der Nachkriegszeit leitete De Kers ein Orchester, dem auch Toots Thielemans angehörte. Im Bereich des Jazz war er zwischen 1928 und 1956 an 25 Aufnahmesessions beteiligt.
Er legte ein Lehrbuch zur Orchestrierung vor (Harmonie et orchestration pour orchestre de dame).

## Lexikalische Einträge
- Grove Music Online: The New Grove Dictionary of Jazz (2. Auflage)
- Emile Henceval Dictionnaire du jazz à Bruxelles et en Wallonie Liege 1991